# Орел (Верлак)
Орел (фр. Aurelle-Verlac) насеље је и општина у јужној Француској у региону Миди Пирене, у департману Аверон која припада префектури Родез.
По подацима из 2011. године у општини је живело 165 становника, а густина насељености је износила 3,02 становника/km². Општина се простире на површини од 54,68 km². Налази се на средњој надморској висини од 1000 метара (максималној 1.461 m, а минималној 500 m).

## Демографија
| 1962. | 1968. | 1975. | 1982. | 1990. | 1999. | 2011. |
| ----- | ----- | ----- | ----- | ----- | ----- | ----- |
| 325   | 380   | 333   | 270   | 246   | 209   | 165   |

График промене броја становника у току последњих година